# Mauricio Cruz
Mauricio Antonio Cruz Jiron (ur. 11 marca 1957) – nikaraguański piłkarz, grający na pozycji napastnika, trener piłkarski. 

## Kariera piłkarska

### Kariera klubowa
W 1973 rozpoczął karierę piłkarską w Diriangén FC, w 1983 przeszedł do UNAH Choluteca, ale w następnym roku powrócił do Diriangén FC, w którym występował do 1992 roku. Również grał w futsalowym klubie Chicago Horizons.

### Kariera reprezentacyjna
W latach 1973–1992 bronił barw narodowej reprezentacji Nikaragui.

## Kariera trenerska
Po zakończeniu kariery piłkarskiej rozpoczął karierę szkoleniową. Od 1992 do 2006 trenował rodzimy Diriangén FC. W latach 1993–2001 i 2008 prowadził narodową reprezentację Nikaragui. W 2008 po dwuletniej przerwie ponownie stał na czele Diriangén FC.